# Hampstead Norreys
Hampstead Norreys est une paroisse civile et un village du Berkshire, en Angleterre.